# Rodrigo José Lima dos Santos
Rodrigo José Lima dos Santos, mer känd som Lima, född 11 maj 1983 är en brasiliansk fotbollsspelare som spelar för Al-Ahli Dubai i UAE Arabian Gulf League.

## Karriär
Lima föddes i Monte Alegre, Pará. Hemma i Brasilien spelade han för nio olika klubbar utan någon vidare framgång. 
Efter att ha misslyckats med sina förhandlingar med den ukrainska klubben FK Metalist Charkiv, hamnade Lima i Portugal i huvudstadsklubben Belenenses. Sju mål blev det där men klubben degraderas och Lima drog lasset norrut till Braga och SC Braga som skrev ett treårskontrakt. I augusti 2010 gjorde Lima hat-trick mot Sevilla i den tredje kvalomgången av Champions League, efter att ha blivit inbytt. Lima avslutade säsongen 2011/2012 med 20 ligamål på 26 matcher då Braga slutade på en tredje plats i ligan.

### Benfica
Under transferfönstrets sista dag, 31 augusti 2012 skrev Lima på ett fyraårskontrakt med Benfica och bildade tillsammans med Óscar Cardozo ett farligt anfallspar. Han hittade nätet direkt i sina två första officiella matcher: ett mål borta mot Académica i en 2-2-match, och två mål i en 2-1-seger över Paços de Ferreira (även den borta). I UEFA Champions League-gruppspelet 2012/2013 hittade Lima rätt mot FC Spartak Moskva i en 1–2 förlust.
Den 26 januari 2013 gjorde Lima sitt åttonde ligamål för säsongen, i en 2-1-seger mot sin gamla klubb Braga. Den 30 mars noterades han för sitt första hat-trick i Primeira Liga, i en 6-1 kross av Rio Ave FC.  Under säsongen 2012/2013 gjorde han totalt 20 ligamål för Benfica.
Under 2013/2014 hittade han på nytt nätet i produktiv form med toppar som två mål mot både Académica och Rio Ave FC. I maj 2014 sköt han sedan hem Benficas 33:e ligatitel efter två viktiga mål mot SC Olhanense.  Ett annat mycket viktigt mål gjorde Lima i första mötet av två i semifinalen i Uefa Europa League mot Juventus när han i den 84:e minuten gjorde 2–1 målet. Ett mål som innebar att Benfica sedan avancerade till final där det blev strafftorsk mot Sevilla. 

## Meriter

### Klubblag
Paysandu
- Campeonato Paraense: 2005

Benfica
- Primeira Liga: 2013/2014, 2014/2015
- Portugisiska cupen: 2013/2014
- Portugisiska Ligacupen: 2013/2014, 2014/2015
- Supertaça Cândido de Oliveira: 2014